# Morti nel 1965/Agosto
| Questa pagina contiene informazioni ricavate automaticamente dalle voci biografiche con l'ausilio del template Bio e di un bot. L'aggiornamento è periodico e automatico e ricostruisce completamente la pagina. Se manca una persona in questa lista, sei pregato di non aggiungerla, ma accertati piuttosto che la sua voce biografica contenga il template Bio e che i dati anagrafici siano correttamente compilati. Se il template Bio manca, inseriscilo tu stesso o, in alternativa, metti l'avviso {{tmp\|Bio}} che ne segnala la mancanza. Se i dati riportati sono sbagliati, correggi direttamente la voce biografica; le modifiche saranno visibili in questa lista entro pochi giorni. Per chiarimenti vedi il progetto biografie. La lista contiene solo le 62 persone che sono citate nell'enciclopedia e per le quali è stato implementato correttamente il template Bio. Pagina aggiornata al 3 mar 2024. |

- 1º agosto - Steen Blicher, calciatore danese (n. 1899)
- 1º agosto - Slim Halderson, hockeista su ghiaccio canadese (n. 1898)
- 2 agosto - Aldo Borelli, giornalista italiano (n. 1890)
- 2 agosto - František Langer, drammaturgo ceco (n. 1888)
- 2 agosto - Tullio Marengoni, ingegnere e progettista italiano (n. 1881)
- 2 agosto - Friedrich Wimmer, generale, avvocato e archeologo austriaco (n. 1897)
- 3 agosto - Max Gumpel, pallanuotista e nuotatore svedese (n. 1890)
- 3 agosto - Bruce Manning, sceneggiatore e produttore cinematografico statunitense (n. 1902)
- 4 agosto - Ján Vojtaššák, vescovo cattolico slovacco (n. 1877)
- 5 agosto - Leslie Reginald Cox, paleontologo e geologo britannico (n. 1897)
- 5 agosto - Aksel Sandemose, scrittore norvegese (n. 1899)
- 5 agosto - Boško Simonović, calciatore e allenatore di calcio jugoslavo (n. 1898)
- 6 agosto - Nancy Carroll, attrice statunitense (n. 1903)
- 6 agosto - Jean Dargassies, ciclista su strada francese (n. 1872)
- 6 agosto - Adrien Fauchier-Magnan, tennista francese (n. 1873)
- 6 agosto - William Fullingim, supercentenario statunitense (n. 1855)
- 6 agosto - Everett Sloane, attore statunitense (n. 1909)
- 8 agosto - Jānis Balodis, generale e politico lettone (n. 1881)
- 8 agosto - Aglae Doria, calciatore italiano (n. 1893)
- 8 agosto - Shirley Jackson, scrittrice e giornalista statunitense (n. 1916)
- 9 agosto - Amedeo Angeli, bobbista italiano (n. 1911)
- 9 agosto - Creighton Hale, attore irlandese (n. 1882)
- 9 agosto - Thomas Percy Hilditch, chimico inglese (n. 1886)
- 10 agosto - Nicolangelo Carnimeo, generale e magistrato italiano (n. 1887)
- 10 agosto - Erich Rothacker, filosofo tedesco (n. 1888)
- 11 agosto - Harald Halvorsen, ginnasta norvegese (n. 1878)
- 11 agosto - Ethel Thomson Larcombe, tennista e giocatrice di badminton britannica (n. 1879)
- 12 agosto - Nice Contieri, slavista italiana (n. 1912)
- 13 agosto - Hayato Ikeda, politico giapponese (n. 1899)
- 13 agosto - Silas Molema, politico, attivista e storico sudafricano
- 14 agosto - Róbert Kisuczky, calciatore ungherese (n. 1938)
- 15 agosto - Maurice Letchford, lottatore canadese (n. 1908)
- 15 agosto - Karl Pink, numismatico austriaco (n. 1884)
- 17 agosto - Giovanni Bernasconi, progettista italiano (n. 1901)
- 17 agosto - Jack Spicer, poeta statunitense (n. 1925)
- 18 agosto - Victor Abeloos, pittore belga (n. 1881)
- 18 agosto - Philip La Follette, politico statunitense (n. 1897)
- 18 agosto - Ben Stom, calciatore olandese (n. 1886)
- 19 agosto - Costantino Bianchi, ingegnere e politico italiano (n. 1908)
- 19 agosto - Kenneth Casey, attore e compositore statunitense (n. 1899)
- 20 agosto - George Oliver, golfista statunitense (n. 1883)
- 21 agosto - Odile Defraye, ciclista su strada e pistard belga (n. 1888)
- 23 agosto - Mustafa al-Nahhas, politico egiziano (n. 1879)
- 24 agosto - Amílcar Barbuy, allenatore di calcio e calciatore brasiliano (n. 1893)
- 24 agosto - Joshua Meador, effettista statunitense (n. 1911)
- 25 agosto - Johnny Hayes, maratoneta statunitense (n. 1886)
- 25 agosto - Giuseppe Ornati, liutaio italiano (n. 1887)
- 26 agosto - Palmerio Ariu, carabiniere italiano (n. 1939)
- 26 agosto - Maria Corsini, beata italiana (n. 1884)
- 26 agosto - Eric Gutkind, filosofo tedesco (n. 1877)
- 27 agosto - Le Corbusier, architetto, urbanista e pittore svizzero (n. 1887)
- 28 agosto - Giulio Costanzi, generale e ingegnere italiano (n. 1875)
- 28 agosto - Giulio Racah, fisico e matematico italiano (n. 1909)
- 28 agosto - Manara Valgimigli, filologo classico, grecista e poeta italiano (n. 1876)
- 28 agosto - Rashid Ali al-Kaylani, politico iracheno (n. 1892)
- 29 agosto - George Erskine, generale britannico (n. 1899)
- 29 agosto - Gurban Pirimov, musicista azero (n. 1880)
- 29 agosto - Paul Waner, giocatore di baseball statunitense (n. 1903)
- 30 agosto - Pauline Garon, attrice canadese (n. 1898)
- 30 agosto - Otto Müller, pallanuotista austriaco (n. 1910)
- 30 agosto - Píndaro, calciatore e allenatore di calcio brasiliano (n. 1892)
- 31 agosto - E. E. Smith, autore di fantascienza statunitense (n. 1890)